# Norberto Huezo
José Norberto Huezo Montoya (San Salvador, 6 de junio de 1956-5 de marzo de 2025), conocido como «Pajarito», fue un futbolista salvadoreño.
En la Primera División de El Salvador, Huezo jugó para los equipos CD Universidad de El Salvador (1974) y Antel (1975) donde fue compañero de Jorge 'Mágico' González. En 1976 militó en CD Atlético Marte y, después de haber tenido un paso por el fútbol mexicano con CF Monterrey en 1977, retornó nuevamente al cuadro marciano entre 1978 a 1981, año que se coronó campeón de la liga salvadoreña. 
Tras su participación en el mundial de España 1982, formó parte de los equipos españoles Cartagena FC (1982), CF Palencia (1982-1983), e incluyendo una estancia en el club naranjero Valencia CF (1983-1985). Otra vez regresó a El Salvador donde consiguió su segundo título con Atlético Marte en 1985. El siguiente año partió hacia Costa Rica donde prestó sus servicios a CS Herediano (1986 a 1987), equipo con el que consiguió otro campeonato. Posteriormente viajó a Guatemala con Deportivo Jalapa (1988 a 1990) y Deportivo Escuintla (1991-1992). Terminó su carrera en CD FAS en los años 1990.
En la Selección de fútbol de El Salvador, fue parte de tres eliminatorias para la copa del mundo. En las rondas previas para Argentina 1978, jugó en ocho partidos. Posteriormente, lograda la clasificación al mundial de España 1982, participó en los tres encuentros de la primera ronda del torneo. Finalmente, para México 1986 intervino en dos juegos contra la selección de Honduras en 1985 durante la segunda fase de eliminatorias. En total, Huezo marcó dieciséis goles con la selección salvadoreña.
Como técnico, dirigió a selecciones nacionales juveniles salvadoreñas en las rondas previas para la Copa Mundial de Fútbol Sub-17 de 2007 y Copa Mundial de Fútbol Sub-20 de 2009.

## Clubes
| Club           | País        | Año       |
| -------------- | ----------- | --------- |
| Universidad    | El Salvador | 1974      |
| ANTEL          | El Salvador | 1975      |
| Atlético Marte | El Salvador | 1976-1977 |
| Monterrey      | México      | 1977-1978 |
| Atlético Marte | El Salvador | 1978-1982 |
| FAS (cesión)   | El Salvador | 1980      |
| Palencia       | España      | 1982-1983 |
| Cartagena      | España      | 1983-1985 |
| Valencia       | España      | 1985      |
| Atlético Marte | El Salvador | 1985-1986 |
| Herediano      | Costa Rica  | 1987-1988 |
| Jalapa         | Guatemala   | 1988-1990 |
| Escuintla      | Guatemala   | 1991-1992 |
| Cojutepeque    | El Salvador | 1992      |
| FAS            | El Salvador | 1993      |